# Ferrari Berlinetta Boxer
Ferrari 365/512 Berlinetta Boxer är en sportbil, tillverkad av den italienska biltillverkaren Ferrari mellan 1973 och 1985.

## Bakgrund
Prototypen till den nya Berlinetta Boxer visades på bilsalongen i Turin 1971. Efter att ha testat mittmotorprincipen på de mindre Dino-vagnarna var det nu dags ge Lamborghini en match om superbilskunderna. Ferrari bröt helt med gamla traditioner även på motorsidan med en ny platt V12:a mittmonterad.

## Motor
Den nya bilen fick en platt (180° vinkel mellan cylinderbankerna) 12-cylindrig V-motor (ofta felaktigt kallad boxermotor) med fyra överliggande kamaxlar, drivna med tandrem istället för traditionella kedjor. De första årgångarna hade cylindermåtten 81x71 mm, vilket gav en cylindervolym på 4,4 liter.
Till 1976 förstorades motorn till fem liter genom att öka cylindermåtten till 82x78 mm.
Liksom på övriga modeller övergav Ferrari de klassiska Weberförgasarna 1981 till följd av de allt högre kraven på effektiv avgasrening. I dess ställe infördes mer lättreglerad Bosch K-Jetronic bränsleinsprutning.
| Modell | Motor                    | Cylindervolym | Effekt | Bränslesystem               |
| ------ | ------------------------ | ------------- | ------ | --------------------------- |
| 365    | 12-cyl flat V-motor DOHC | 4390 cm³      | 380 hk | 4 st Weber 40IF3C förgasare |
| 512    | 12-cyl flat V-motor DOHC | 4942 cm³      | 360 hk | 4 st Weber 40IF3C förgasare |
| 512i   | 12-cyl flat V-motor DOHC | 4942 cm³      | 340 hk | Bosch bränsleinsprutning    |

## 365 GT4 BB
Den första produktionsmodellen visades på Bilsalongen i Paris 1973. Karossen liknade ingenting Ferrari producerat tidigare och modellen bröt helt med gamla traditioner.
Produktionen uppgick till 387 exemplar.

## 512 BB
1976 fick Berlinetta Boxer en större motor. Maxeffekten sjönk något, men vridmomentet ökade, för bättre körbarhet.
Produktionen uppgick till 929 exemplar.

## 512 BBi
Från 1981 fick motorn bränsleinsprutning, för att klara de allt tuffare kraven på avgasrening.
Produktionen uppgick till 1 007 exemplar.

## Motorsport

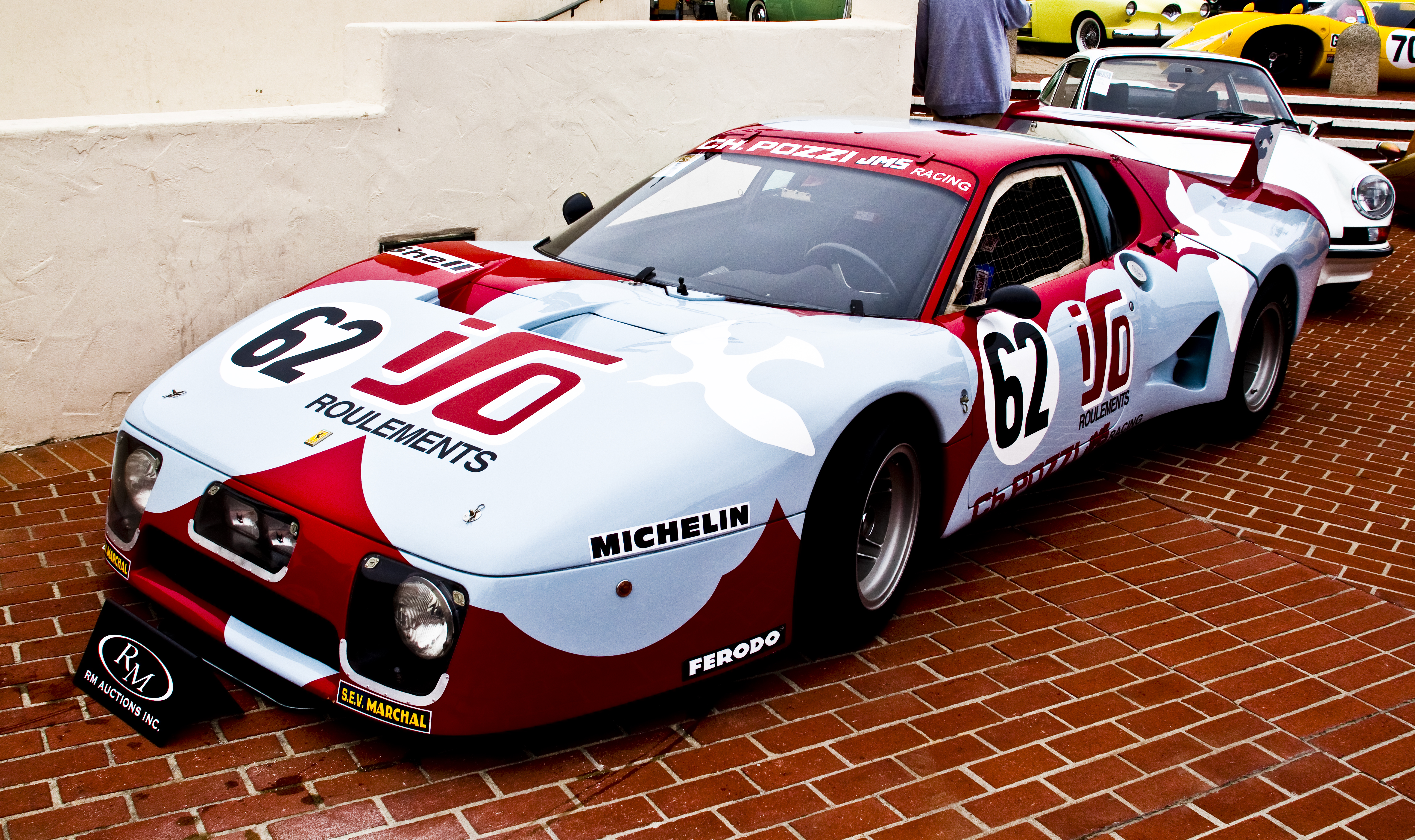
Ferrari 512 BB LM

SEFAC hade lämnat sportvagnsracingen efter säsongen 1973 för att koncentrera sig på formel 1 och överlät på privatteamen att försvara Ferraris färger. Luigi Chinettis NART-team tävlade först med 365 GT4 BB och senare med 512 BB i amerikanska IMSA-serien, men bilen led av sin höga tyngdpunkt med motorn placerad ovanpå växellådan och dessutom mötte den övermäktigt motstånd från Porsches fabriksteam som körde med överladdning i form av turboPorsche 934 och Porsche 935. Efter påtryckningar från stall som NART och Ecurie Francorchamps byggde Ferrari 25 exemplar av en ren tävlingsversion, kallad 512 BB LM mellan 1979 och 1982. Bilen fick en ny, aerodynamiskt utformad kaross, anpassad för de höga hastigheterna på Circuit de la Sarthe. Största framgången blev en klasseger i Le Mans 24-timmars 1981 för den franske Ferrari-agenten Charles Pozzis stall.